# 17-та авіаційна дивізія (Третій Рейх)
17-та авіаційна дивізія (Третій Рейх) (нім. 17. Flieger-Division) — авіаційна дивізія повітряних сил нацистської Німеччини за часів Другої світової війни.
17-та авіаційна дивізія була сформована 1 лютого 1945 року в Аграмі з частин авіаційного командування «Північні Балкани».

## Командування

### Командири
- генерал-майор Вальтер Гаген (нім. Walter Hagen) (1 лютого — 8 травня 1945).

## Підпорядкованість
| Час                       | Командування флот           |
| ------------------------- | --------------------------- |
| 1 лютого — 21 квітня 1945 | 4-й повітряний флот         |
| 21 квітня — 8 травня 1945 | 4-те командування Люфтваффе |

## Основні райони базування штабу 17-ї авіаційної дивізії
| Час                       | Місто |
| ------------------------- | ----- |
| 1 лютого — 21 квітня 1945 | Аграм |

## Бойовий склад 17-ї авіаційної дивізії
Формування управління, забезпечення та підтримки
- 67-й загін зв'язку 17-ї дивізії (Luftnachrichten-Abteilung 67)

- 12-та авіаційна група ближньої розвідки (Nahaufklärungsgruppe 12)
- Авіаційна ескадрилья ближньої розвідки «Хорватія» (Nahaufklärungsstaffel Kroatien)
- I./1-ї штурмової ескадри (I./SG 2)
- 7-ма авіаційна нічна бойова група (Nachtschlachtgruppe 7)